# Festa da Pitomba
A Festa da Pitomba, como é popularmente conhecida a Festa de Nossa Senhora dos Prazeres, é uma festa religiosa tradicional realizada no Parque Histórico Nacional dos Guararapes, em Jaboatão dos Guararapes, em Pernambuco, no Brasil.
Desde o ano de 2009 é considerada Patrimônio Cultural Imaterial do Estado de Pernambuco.
Seu nome popular de "Festa da Pitomba" surgiu porque o evento se realiza na época de produção de pitomba, um fruto apreciado pelos pernambucanos, que é vendida em grande quantidade no período.

## História
Em documento assinado pelo general Francisco Barreto de Menezes, em 8 de novembro de 1656, que dispõe sobre a doação da capela existente no local onde se travou a Batalha dos Guararapes, entre brasileiros e holandeses, para a Ordem Beneditina de Olinda, consta, textualmente, a seguinte ressalva:
| “ | Neste altar deverá ser celebrada missa todos os dias santos, e todos os anos deverá exaltar Nossa Senhora dos Prazeres, com grandes festejos e muita pompa. | ” |

A partir de então, os beneditinos cumprem esse compromisso, que ocorre a partir da segunda-feira após o domingo de páscoa.